# Eupithecia prolongata
Eupithecia prolongata là một loài bướm đêm trong họ Geometridae.